# یوسف سلمان یوسف
یوسف سلمان یوسف (سریانی: ܝܘܣܦ ܣܠܡܢ ܝܘܣܦ) (زاده: ۱۹۰۱ درگذشته: ۱۴ فوریه ۱۹۴۹) که با نام مبارزاتی‌اش فهد مشهور است یک مسیحی آشوری و اولین عراقی کمونیست فعال بود. از سال ۱۹۴۱ تا پای چوبه‌دار دبیر اولی حزب کمونیست عراق را بعهده داشت. گسترش سریع حزب در سال‌های ۱۹۴۰ دلیل اصلی شهرتش بود. در دو سال آخر زندگی‌اش حزب را از درون زندان رهبری می‌کرد.

## دوران جوانی
یوسف سلمان یوسف در ۱۹۰۱ در یک خانواده آشوری در روستایی از شهر موصل در شمال عراق به دنیا آمد. یک خانواده فقیر داشت، و پدرش با فروش کیک و شیرینی روزگار می‌گذراند. در سال ۱۹۰۷ او و خانواده برای پیدا کردن کار مناسبتر به بصره در جنوب عراق نقل مکان کردند. یوسف از سال ۱۹۰۸ تا سال ۱۹۱۴ در دبستان سوریهای مسیحی در بصره درس خواند و از ۱۹۱۴ تا ۱۹۱۶ در مدرسه آمریکای‌ها تحصیل کرد. با مریض شدن پدرش او مجبور به ترک تحصیل شد و دنبال کار برای امرار معاش خانواده‌اش بود. در ابتدا او به عنوان مترجم در ارتش انگلیس در بصره شروع بکار کرد. بعد در ۱۹۱۹ برای کمک به برادرش در راه‌اندازی یک کارخانه به نصیریه عزیمت کرد. در ۱۹۲۴ به بصره برگشت و به شغل منشی‌گری در اداره برق مشغول کار شد.

## اولین فعالیت کمونیستی و مسافرت به خارج
در ۱۹۲۷ یوسف با پیوتر واسلی، یک فرستاده مخفی کمینترن آشنا شد، و آموزش‌های سوسیالیزم و کمونیسم را از او فراگرفت. او در اولین گردهمایی کمونیستی آن سال در نصیریه شرکت کرد. دو سال بعد در ۱۹۲۹، یوسف کار خود در اداره برق را ترک کرد و برای سفر به خارج درخواست پاسپورت کرد. درخواست او به دلیل نداشتن استطاعت مالی رد شد. اما او به هر ترتیب کشور را از طریق کویت، سوریه و فلسطین ترک کرد. در طول مسافرت او کوشش کرد تا با کمینترن وصل شود و از حزب کمونیست فلسطین درخواست کرد تا دست او را در یک کار سیاسی در عراق بند کند. در ۱۹۳۰معاهده انگلستان و عراق امضا شد و این معاهده یک نارضایتی گسترده در عراق به وجود آورد. یوسف به میهن بازگشت و یکسال بعد در ژوئیه ۱۹۳۱ فعالیت سیاسی خود را شروع نمود و یک اعتصاب در مخالفت با عوارض جدید شهرداری را رهبری کرد. او تا فوریه سال ۱۹۳۵ در نصیریه به فعالیت‌های تبلیغاتی ادامه داد تا اینکه عراق را بار دیگر ترک کرد. این بار به مسکو رفت تا در دانشگاه کمونیست کارگران شرق ثبت نام کند. تا آموزش رهبری آینده فعالیت‌های حزب کمونیست را فرا بگیرد. او از طریق سوریه، فرانسه و ایتالیا خود را به شوروی رساند، و تا سال ۱۹۳۷ آنجا دانشجو بود. بنظر می‌رسد قبل از رسیدن به عراق در ژانویه ۱۹۳۸ او زمستان ۱۹۳۷ را در فرانسه و بلژیک با بخش غربی اروپایی کمینترن گذرانده باشد.

## بازگشت به عراق
در مسیر بازگشت، با عبدالله مسعود که مشغول سازمان دادن یک گروه کمونیستی در بغداد بود ملاقات کرد. او سپس مدتی را صرف گردش در اطراف کشور کرد، تا اینکه در دسامبر ۱۹۴۰ شنید که مسعود مشغول راه اندازی یک مجله کمونیستی بنام الشرارح است. او به بغداد بازگشت و از وی درخواست کرد تا سردبیری این نشریه را به او بسپارد. مسعود این درخواست را رد کرد ولی به او پیشنهاد داد تا در بغداد بماند و در حزب فعالیت کند که فهد (یوسف) قبول کرد.

## انشعاب در رهبری حزب
در ۲۹ اکتبر ۱۹۴۱ پلیس عبدالله مسعود را دستگیر کرد و فهد به‌جای او رهبری حزب را بعهده گرفت. در نوامبر او به عنوان دبیر اول حزب کمونیست عراق انتخاب شد، و بزودی اتوریته خود را بر حزب اعمال کرد، که در پی آن اکثر اعضای قدیمی کمیته مرکزی حزب را تصفیه کرد. شیوه رهبری فهد منجر به اختلاف در اعضای سرشناس رهبری حزب شد، ژو نون ایوب بارها درخواست کرد تا فهد نشست کنگره را برگزار کند تا قوانین حزب را بررسی کند. فهد در اوت ۱۹۴۲ با اخراج ایوب و حامیانش باین درخواست پاسخ داد. در نوامبر ۱۹۴۲ فهد در کمیته مرکزی دربارهٔ عضو دیگر وادی تالیاح شروع به شکایت کرد. مخالفان او در کمیته از پیگیری شکایت او سرباز زدند و خود او را به دیکتاتوری متهم کردند. این موضوع حل نشد تا اینکه فهد به خارج سفر کرد و در غیاب او طرفداران عبدالله مسعود به برگزاری یک کنگره بدون اطلاع کمیته مرکزی فراخوان دادند. کنگره در ۲۰ نوامبر تشکیل شد و همه طرفداران فهد – غیر از خود فهد- را از کمیته مرکزی اخراج و مسعود را به عنوان سردبیر حزب انتخاب کردند؛ و چون کمیته مرکزی جدید کنترل نشریه حزب بنام الشرارح را دست گرفتند حامیان فهد یک نشریه دیگر بنام القاعده را منتشر کردند. فهد در فوریه ۱۹۴۳ به بغداد بازگشت. در آوریل ۱۹۴۳ پروسه مشکلات پیوستن به حزب شروع شد، که او بزودی توانست مرکزیت تشکیلات را سروسامان بدهد.

## ساختن پایه برای یک حزب توده‌ای - ۱۹۴۳–۱۹۴۷
فهد تحت هدایت احساسات طبقاتی خودش و بی‌اعتمادی به روشنفکران و دانشجویان با حفظ اصول لنینیستی برای ساخت حزب اقدام کرد. او روی کارگران شرکت‌های خارجی که در عراق کار می‌کردند متمرکز شد و در وهله اول هم حامیان اصلی‌اش علی ساکار، زاکی بسیم و احمد عباس از او حمایت کردند. با اینکه بخش عظیمی از کارگران صنعتی در کارگاه‌های کوچک بخش خصوصی کار می‌کردند، ولی حزب توجه کمی باین بخش داشت، زیرا این‌ها مثل کارگران نفتی در کرکوک، کارگران راه‌آهن یا کارگران شاغل در بصره دارای اهمیت استراتژیک نبودند. فهد به برگزاری کنگره برای حزب عراقی تسلیم شد و کنفراس حزب در مارس ۱۹۴۴ در خانه علی شکر تشکیل شد و با منشور ملی موافقت شد؛ و شعار حزب سوریه را که عبارت بود از میهن آزاد و مردم خوشبخت را قبول کرد. اولین کنگره حزب یکسال بعد تشکیل شد.

## دستگیری و زندان - ۱۹۴۷ تا ۱۹۴۹
در ۱۸ ژانویه ۱۹۴۷ پلیس فهد و زاکی بسام را در خانه یکی از اعضای حزب ابراهیم باجیر شموئیل پیدا کرد. هر سه بازداشت و قبل از انتقال به زندان ابوغریب نزدیک بغداد مورد بازجویی در بخش تحقیقات مرکزی بغداد قرار گرفتند. در این اثنا یهودا صدیق مسئولیت اولی رفقایش را بعهده کرفت. فهد به او توصیه کرد که کنترل را به مالیک سائف محول کند که قبول نکرد. در زندان ابوغریب سه نفر زندانی شرایط سختی را می‌گذراندند از نور آفتاب تا مدت‌ها محروم بودند. آن‌ها از روز ۱۳ ژوئیه در اعتراض دست به اعتصاب غذا زدند. در ۲۰ ژوئیه محاکمات آن‌ها در دادگاه عالی کیفری شروع شد. آن‌ها متهم شدند که با استفاده از منابع مالی خارجی و با تماس با یک دولت بیگانه و با همکاری حزب خالد بکتاش طرح‌های خرابکارانه در قانون اساسی را پیش بردند، و همچنین متهم به تحریک به قیام و انتشار افکار کمونیستی در میان نیروهای مسلح شدند. در ۲۳ ژوئیه هر سه آن‌ها در دادگاه متهم شناخته شده و و حکم اعدام آن‌ها صادر شد. محکومیتها در جامعه طوفان بپا کرد و دولت عقب نشست و حکم فهد را به زندان ابد و دو نفر دیگر را به ۱۵ سال زندان تقلیل داد. آن‌ها از زیر اعدام بیرون آمدند و ابتدا به زندان ابوغریب و سپس به زندان مرکزی بغداد و دست آخر به زندان کوت منتقل شدند. در زندان او با حزب دائماً در تماس بود. بدین‌ترتیب تا سال پرشور انقلابی ۱۹۴۸ او پیوسته فعالیت داشت؛ و در ادامه دستورهای او کشور در بین ماه‌های ژانویه تا مارس در اثر اعتصابات و تظاهرات بهم ریخت. در این تلاطم عراق درگیر رویارویی فلسطین و صهیونیزم شد و از اینکه این موضوع روی هدف و انگیزه کمونیسم سایه انداخته‌است حزب کمونیست عراق ناراحت بود و بعد هم که حزب موضع خود را در رابطه با مسئله فلسطین همسوی شوروی کرد اعتبارش در کشور کاهش پیدا کرد. یک شکست دیگر هنگامی رخ داد که یکی از اعضای حزب در ۹ اکتبر ۱۹۴۸ مخفیگاه سران حزب را به پلیس خبر داد. پلیس در تهاجم به این خانه یهودا صدیق را دستگیر کرد و او بعد از ۲۸ روز تحمل شکنجه برید و به بازجویش گفت که مالک سائف مسئول اول حزب است. سائف در بازجویی همه چیز را قبول کرد. دولت در بازجویی‌ها دریافت که فهد به‌طور مخفیانه حزب را از درون زندان در کوت رهبری می‌کرده‌است و تصمیم به سر به نیست کردن او را گرفت.

## مرگ فهد
در ۱۰ فوریه ۱۹۴۹ فهد همراه زاکی بسیم و محمد حسین الصبیبی در یک دادگاه غیر علنی به اتهام سازماندهی فعالیت‌های کمونیستی از زندان محاکمه و هر سه آن‌ها به مرگ محکوم شدند. آن‌ها در ملأ عام در روزهای ۱۳ و ۱۴ فوریه در بغداد بدار آویخته شدند. اجساد آن‌ها تا چند روز بعد برای ایجاد وحشت بر سر دار نگه داشته شد. جسد فهد توسط پلیس در یک قبرستان گمنام بخاک سپرده شد.
مرگ فهد یک ضربه سنگین به جنبش کمونیستی عراق بود. با این حال چند سال بعد حزب قوی تر از قبل بسان یک جنبش واقعی به صحنه آمد که بنظر می‌رسد که یکی از قوی‌ترین سازمان‌های سیاسی همه کشورهای عربی بود. تشکیلاتی که فهد خودش به وجود آورد، همراه با شهادت او توسط یک دولت غیر مردمی، دلیل اصلی زنده ماندن این جنبش شد.